# Espins
Espins är en kommun i departementet Calvados i regionen Normandie i norra Frankrike. Kommunen ligger i kantonen Thury-Harcourt som ligger i arrondissementet Caen. År 2022 hade Espins 246 invånare.

## Befolkningsutveckling
Antalet invånare i kommunen Espins
Referens: INSEE